# メーター駅
メーター駅（メーターえき、タイ語:สถานีรถไฟแม่ทะ）は、タイ王国北部ラムパーン県ムアンラムパーン郡にある、タイ国有鉄道北本線の駅である。

## 概要
メーター駅はタイ王国北部ラムパーン県の人口約22万人が暮らすムアンラムパーン郡にある。県庁所在郡の駅ではあるが周辺は人家も少ない山間の小さな駅である。駅前を1 km 程南の麓に町がなる。当駅は首都バンコクから628.45 km 地点にある。 
3等駅で、1日当たり2列車（1往復）の旅客列車しか停車しない。その内訳は、ナコーンサワン、チエンマイ間を往復する普通列車である。ナコーンサワン駅より7時間以上、チエンマイ駅より約3時間である。また当駅を含むロッブリー駅より終点チエンマイ駅までは、単線区間である。

## 歴史
1916年4月1日にチエンマイを目指し延伸工事を行っていた北本線は、メーチャン駅より当駅を含むナコーンラムパーン駅までの区間が完成し、それに伴い当駅も開業した。
- 1916年4月1日 【開業】メーチャン駅 - ナコーンラムパーン駅 (41.96km)

## 駅構造
単式1面1線をもつ地上駅で、待避線が設けられている。駅舎はホームに面している。